# Polymita (molusco)
Polymita é um gênero de moluscos gastrópodes terrestres Eupulmonata da ordem Stylommatophora, neotropicais e endêmicos do leste da ilha de Cuba, Grandes Antilhas; pertencente à família Cepolidae (no século XX entre os Xanthonycidae ou Helminthoglyptidae) e classificado em 1837 pelo naturalista dinamarquês Henrik Henriksen Beck, na obra Índice molluscorum praesentis aevi musei principis augustissimi Christiani Frederici; sua espécie-tipo atualmente nomeada Polymita picta; originalmente classificada como Helix picta, por Ignaz Edler von Born, em 1778, e encontrada apenas na província de Guantánamo. Devido ao seu aspecto invulgar por terem conchas espetacularmente coloridas, estes caracóis são, por algumas pessoas, considerados os mais bonitos do mundo, estando em perigo crítico de extinção por serem muito procurados para o artesanato, souvenirs e colecionismo, além da destruição de seu habitat.

## Caracóis ou caramujos?
Embora a grande mídia brasileira utilize a denominação vernácula caramujo para estes moluscos de habitat terrestre do gênero Polymita, vale ressaltar que em Portugal o termo caramujo é utilizado para espécies costeiras como Littorina littorea e Phorcus sauciatus; enquanto o agrônomo Eurico Santos, divulgador da fauna do Brasil, afirma que "não devemos usar indiferentemente a palavra caramujo e caracol. O primeiro nome designa todos os gasterópodes aquáticos, quer pulmonados, quer providos de brânquias, sejam da água doce ou salgada, o segundo (caracol) qualifica com mais justeza os pulmonados terrestres", como é o caso dos Polymita arborícolas.

## Descrição e habitat
As conchas das espécies do gênero Polymita são frágeis e globulares, ligeiramente oblongas, crescendo em direção dextral em torno do seu eixo central (a columela); muito raramente sendo encontrados indivíduos sinistrais, ou seja, crescendo com a abertura de sua concha em direção à esquerda. Elas têm uma ampla variedade de cores: amarelo pastel e rosa, vermelho tijolo e preto, branco pérola e ocre, a mais ameaçada delas, Polymita sulphurosa (Morelet, 1849), apresentando um tom verde-limão com padrões de flâmulas azuis ao redor de sua espiral, além de faixas em laranja e amarelas. Não existem, em Cuba, outras espécies com conchas que tenham uma variedade de cores e padrões tão complexos; habitando uma faixa estreita de vegetação e dependendo de micro-habitats que tenham uma determinada composição de plantas; se alimentando de algas, fungos e líquens que crescem em árvores e arbustos.

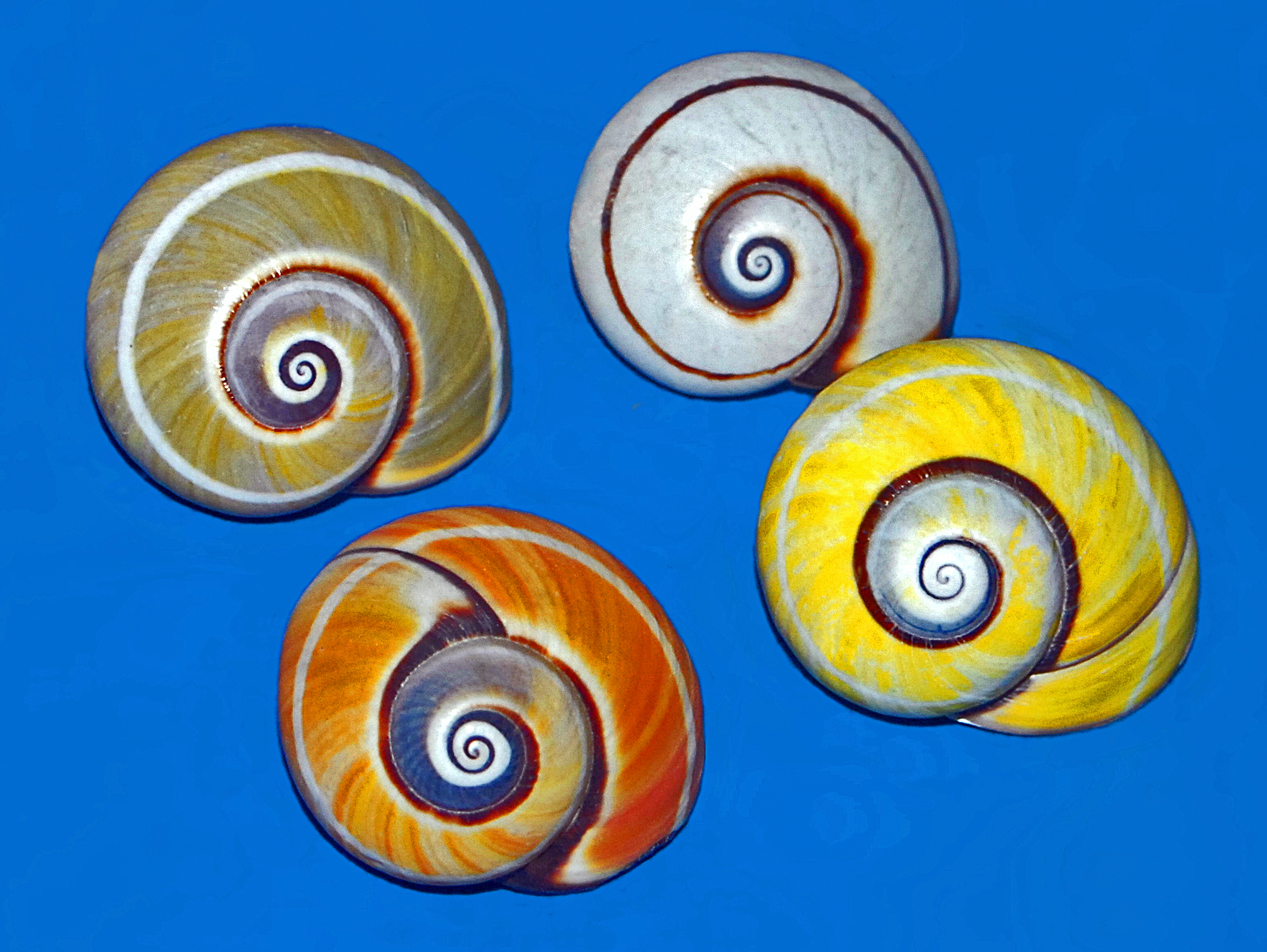
Variações de cores em conchas de Polymita picta (Born, 1778), a espécie-tipo do  gênero.

Os animais que carregam essas conchas vão de tonalidades enegrecidas até o castanho claro, dotados de um pé largo e bem desenvolvido, alongado no final e truncado no início, onde fica encimado por dois pares de tentáculosː o par superior dotado de olhos em suas extremidades. São hermafroditas e o aparelho reprodutor possui um dardo calcáreo, usado no acasalamento.

## Inimigos naturais
Embora suas coloridas conchas lembrem um padrão aposemático, os caracóis Polymita são predados por uma variedade de vertebrados e invertebrados, incluindo pássaros, ratos e seu inimigo mais comum: o milhafre-cubano (Chondrohierax wilsonii).

## Espécies extantes
Este gênero contém as seguintes espécies extantes, distribuídas nessa região restrita do Caribe; com uma espécie extintaː Polymita texana B. Roth, 1984, descrita num texto sobre o Eoceno-Oligoceno do Texas, nos Estados Unidos.
- Polymita picta (Born, 1778)
- Polymita versicolor (Born, 1778)
- Polymita venusta (Gmelin, 1786)
- Polymita muscarum (I. Lea, 1834)
- Polymita sulphurosa (Morelet, 1849)[1]

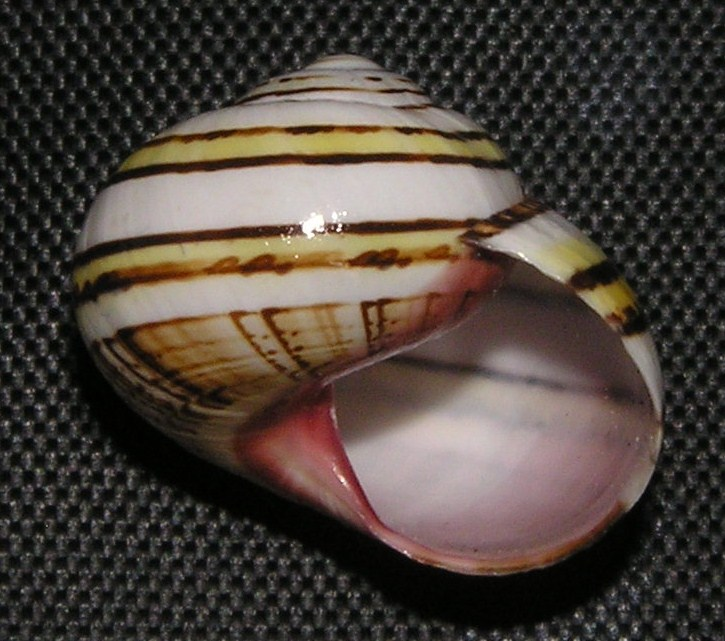
Concha de Polymita versicolor (Born, 1778).

## Conservação
A Convenção sobre o Comércio Internacional das Espécies Silvestres Ameaçadas de Extinção (CITES), que regula o comércio transfronteiriço de vida selvagem, proíbe o comércio dos caracóis cubanos Polymita desde o ano de 2017. A destruição do habitat é, de longe, a maior ameaça aos Polymita multicoloridos.

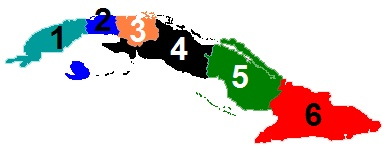
Apenas na área vermelha do mapa de Cuba (nº 6) espécies de Polymita podem ser encontradas, em habitat restrito.